# Diethelm Ferner
Diethelm Ferner (13. července 1941, Kragau – 7. listopadu 2023) byl německý fotbalista, záložník. Po skončení aktivní kariéry působil jako trenér.

## Fotbalová kariéra
Začínal v týmu VfB Bottrop. V německé bundeslize hrál za Werder Brémy a Rot-Weiss Essen, nastoupil ve 239 ligových utkáních a dal 21 gólů. S Werderem Brémy vyhrál v roce 1965 Bundesligu. V Poháru mistrů evropských zemí nastoupil ve 4 utkáních a dal 1 gól. Za německou reprezentaci nastoupil v letech 1963–1964 ve 2 utkáních. 

## Ligová bilance
| Ročník                                 | Zápasy | Góly | Klub            |
| -------------------------------------- | ------ | ---- | --------------- |
| Německá fotbalová Bundesliga 1963/1964 | 24     | 3    | Werder Brémy    |
| Německá fotbalová Bundesliga 1964/1965 | 29     | 1    | Werder Brémy    |
| Německá fotbalová Bundesliga 1965/1966 | 34     | 4    | Werder Brémy    |
| Německá fotbalová Bundesliga 1966/1967 | 34     | 6    | Werder Brémy    |
| Německá fotbalová Bundesliga 1967/1968 | 33     | 4    | Werder Brémy    |
| Německá fotbalová Bundesliga 1968/1969 | 34     | 2    | Werder Brémy    |
| Německá fotbalová Bundesliga 1969/1970 | 28     | 0    | Rot-Weiss Essen |
| Německá fotbalová Bundesliga 1970/1971 | 15     | 1    | Rot-Weiss Essen |
| Německá fotbalová Bundesliga 1973/1974 | 8      | 0    | Rot-Weiss Essen |
| CELKEM Německá fotbalová Bundesliga    | 239    | 21   |                 |